# Трёхсвятский сельсовет (Московская область)
Трёхсвятский сельсовет — упразднённая административно-территориальная единица, существовавшая на территории Московской губернии и Московской области в 1929—1958 годах.
Трёхсвятский сельсовет был образован в 1929 году в составе Дмитровского района Московского округа Московской области из части территории бывшей Борщевской волости Клинского уезда и двух сельсоветов бывшей Рогачёвской волости Дмитровского уезда — Усть-Пристаньского и Чернеевского.
27 февраля 1935 года Трёхсвятский с/с был передан в Коммунистический район.
14 июня 1954 года к Трёхсвятскому с/с был присоединён Нижневский сельсовет.
7 декабря 1957 года Коммунистический район был упразднён и Трёхсвятский с/с был возвращён в состав Дмитровского района.
27 августа 1958 года Трёхсвятский с/с был упразднён. При этом селения Соколовский Починок, Трёхсвятское и Чернеево были переданы в Покровский с/с, а Нижнево, Пустынь, Терехово и Усть-Пристань — в Большерогачёвский с/с.